# Rustom Jal Vakil
Rustom Jal Vakil (* 17. Juli 1911 in Bombay; † 20. November 1974) war ein indischer Mediziner.

## Leben
Vakil war der Sohn eines Arztes, ging in Bombay zur Schule und studierte Medizin an der St. Thomas’s Hospital Medical School in London mit dem Abschluss 1934. Er wurde 1936 Mitglied des Royal College of Physicians (MRCP) und wurde 1937 promoviert (M.D.). 1938 ging er wieder nach Bombay und war dort als Facharzt (Consultant) in verschiedenen Krankenhäusern und als niedergelassener Arzt, spezialisiert auf Kardiologie tätig. 
Daneben befasste er sich mit den Wirkstoffen der Wurzel der Indischen Schlangenwurzel (Rauwolfia serpentina) und entdeckte deren Wirkung gegen Bluthochdruck (verursacht durch das Reserpin in der Wurzel), veröffentlicht 1949 im British Heart Journal. Darin berichtete er aus seiner über zehnjährigen Erfahrung der Anwendung von Rauwolfia gegen Bluthochdruck und seien klinischen Tests. Seine Ergebnisse fanden international große Aufmerksamkeit und wurden als erster großer Erfolg Indiens in der Medizin gewertet und Vakil wurde der bekannteste Mediziner Indiens. Sie öffnete auch den Weg für die Entdeckung weiterer Medikamente gegen Bluthochdruck.
Er schrieb mehrere Medizin-Lehrbücher (ein Buch über Diagnose, ein allgemeines Medizin-Lehrbuch und ein Buch über das Herz).
1957 erhielt er den Lasker~DeBakey Clinical Medical Research Award, 1969 den B. C. Roy Award und 1958 den Padma Bhushan.

## Schriften
- Our Glorious Heritage (1966)